# Gnatología

Articulación temporomandibular

El término gnatología deriva de la palabra griega gnathos que significa mandíbula y logos que significa ciencia, literalmente sería por tanto la ciencia de la mandíbula. La gnatología es una rama de la odontología que estudia las relaciones funcionales y oclusales de los dientes entre sí y con la articulación temporomandibular.  Por tanto es objeto de la gnatología el movimiento de la mandíbula y sus alteraciones así como la oclusión inadecuada, es decir la falta de contacto satisfactorio entre las superficies masticatorias de las piezas dentales, en odontología se define la oclusión como la relación entre las superficies masticatorias de los dientes  de  la  arcada  superior  con los de  la arcada  inferior  al  hacer  contacto  en  el momento  de cerrar la boca. Los  trastornos  de la articulación temporomaxilar tienen una gran importancia en odontología, pues condicionan una masticación ineficaz y acaban por provocar complicaciones: por otra parte, una oclusión inadecuada puede provocar problemas dicha articulación.

## Historia
La palabra gnatología fue creado a principios del siglo XX por  Beverly B. McCollum, considerado el padre de la gnatología.

## Otras definiciones
- Espinoza de la Sierra, define la gnatologia como la ciencia que estudia el funcionamiento del sistema estomatognático y su terapéutica en el ser humano. El sistema estomatognático es el conjunto de órganos y tejidos que permiten las funciones fisiológicas de comer y masticar, está constituido por los dientes, encias, maxilar superior, maxilar inferior, articulación temporomandibular y los músculos y nervios que hacen posible el movimiento.